# شاس (مشروب)
شاس ( છાશ شهاش، छाछ شهاشه) هو مشروب متكون بشكل رئيسي من التخثر وهو شائع جدا في جميع أنحاء شبه القارة الهندية .  في اللغة الإنجليزية الهندية ، غالبًا ما يشار إليه باسم اللبن الرائب .

## أصول الإسم
يشتق اسم شاس أو شاش من الكلمة السنسكريتية شاشيكا (छच्छिका) ، والتي تعني اللبن الزبادي الذي تمت إزالة الزبدة منه. 

## التحضير والاختلافات
يُصنع الشاس عن طريق خلط اللبن والماء البارد معًا في وعاء ، باستخدام أداة يدوية تسمى بالمادهاني . يمكن شربه بشكل عادي أو متبّل بمجموعة متنوعة من التوابل. 

## توابل ونكهات
يمكن شرب مشروب الشاس بشكل عادي ، ولكن عادة ما يضاف للمشروب هذا القليل من الملح. الملح يعد من التوابل الأكثر شيوعًا في الشاس. يمكن إضافة العديد من التوابل والنكهات الأخرى إلى الشاس المملح ، إما منفردة أو مع بعضها البعض. عادة ما يتم تحميص هذه التوابل في مقلاة ، باستخدام ملعقة من زيت الطهي ، قبل إضافتها إلى مشروب الشاس. التوابل التي يمكن إضافتها إلى مشروب الشاس هي: بذور الكمون المطحونة والمحمصة ، أوراق الكاري ، الزنجبيل المبشور ، الفلفل الأخضر المفروم وبذور الخردل . يمكن أيضًا إضافة السكر إلى مشروب الشاس، ولكن إذا تمت إضافة السكر ، فلا يتم استخدام الملح ولا التوابل عادةً.

## الإستهلاك
في المناطق الريفية في الهند ، فإن إستهلاك الشاس له صدى ثقافي وإرتباطات لا توجد في المشروبات الأخرى مثل الشاي أو القهوة أو اللاسي. في المناطق الريفية في الهند يتم استخدام وعاء فخاري لتحضير مشروب الشاس ويتم تخزينه لبضع ساعات قبل الإستهلاك. استخدام وعاء فخاري له فوائد أو ميزات عديدة لمشروب الشاس ومنها جعل الشاس باردًا حتى في الصيف. في المناطق الصحراوية شديدة الحرارة في كجارت وراجستان ، يستهلك الناس الشاس بالملح.

## شاهد أيضا
- عيران مشروب عربي مشابه

## روابط خارجية
- وصفة شاس من تارلا دلال